# Jobarteh Kunda
Jobarteh Kunda ist eine international besetzte Band mit Musikern aus Deutschland, der Karibik und Italien. Die Gruppe operiert von München aus und besteht seit 1999.

## Geschichte
Der Co-Initiator der Gruppe, Tormenta Jobarteh, wuchs in München auf und lernte dort an der Dante-Agostini-Schule Schlagzeug. Als Musiker tourte er in verschiedenen Besetzungen durch Europa, Asien und die USA, bis er 1987 eine Band aus Gambia traf und von ihnen dorthin eingeladen wurde. Dort hörte er zum ersten Mal das Klangbild einer Kora. Bei seinem musikalischen Mentor Basuru Jobarteh, dem Griot von Boraba in Fulladou, verbrachte Tormenta acht Jahre und studierte die Kora, die Sprache Madinka und die Mande-Kultur. Währenddessen wurde er von der Familie Jobarteh adoptiert. Tormenta Jobarteh wurde schließlich ebenfalls zum Griot ernannt, mit allen Rechten und Pflichten, wohl einmalig für einen Nichtafrikaner mit weißer Hautfarbe. Anschließend brachte er diese Erfahrung und die reiche Kultur der Mande-Griots nach Mitteleuropa und entwickelte in Bezug zu seiner eigenen afrikanisch-europäischen Geschichte ein entsprechendes musikalisches Konzept, das sich in der Band Jobarteh Kunda manifestierte. Die Gruppe wurde Mitte der 90er Jahre gegründet.
Zahlreiche Auftritte folgten und festigten sowohl das Repertoire als auch den Ruf dieser Band. Traditionelle Songs wurden umarrangiert, modernisiert und mit neuen Titeln zu einem in sich stimmigen Programm vereinigt. Bis zur Aufnahme der ersten CD Abaraka im Frühjahr 1999 hatte sich das Line-Up komplettiert. Das Album hatte internationalen Erfolg (der Song Afrika wurde der Titelsong des Kinofilms Anansi von Fritz Baumann). Ihre zweite CD Ali Heja erhielt fantastische Kritiken, u. a. im WOM-Journal, der Süddeutschen Zeitung, Jazzthetik, Blue Rhythm, Percussion Newsletter; Luigi Lauer kam in der Zeitschrift Folker zu dem Urteil, „Ali Heja“ sei Jobarteh Kundas bestes Stück und brauche internationalen Vergleich nicht zu fürchten. „Wer diese CD nicht im Schrank hat, sollte auch bei den Tassen mal nachzählen.“
Mit dem Ausscheiden 2006 von Mori Dioubate begann für die Band ein neues Kapitel: Tormenta Jobarteh, Humphrey Cairo (Drummer) und Gerhard Wagner (Sax, Flute) entwickelten zusammen einen neuen Sound, der die Band auf dem dritten Album Aha (2009) in ein neues Licht stellte.  Ergänzt durch Perkussionist, Sabar und Djembe-Spieler Cheick Bangoura (Senegal), die Gitarristin und Sängerin Miriama Broady (USA) und mit dem italienischen Bassisten und Produzent Felix Occhionero präsentierte die Band eine Verbindung von westafrikanischer Manding-Musik mit Elementen von African Roots, Hip-Hop, Reggae und Highlife. Die Kora von Tormenta Jobarteh ist nach wie vor der rote Faden der Band.
Jobarteh Kunda wurden unter anderem für den Weltmusikpreis Ruth 2006 und den BBC Award 2005 nominiert. Die Gruppe spielte auf vielen (Afrika-)Festivals und als Vorgruppe von Künstlern wie Manu Dibango oder Miriam Makeba. Die Musiker der Gruppe spielten unter anderem auch bei Mory Kanté, Ballet National de Guinee, Chaka Khan und Fernando Cruz.

## Aktuelle und frühere Mitglieder
- Morciré „Mori“ Dioubaté (Guinea) – Gesang, Kora, Balafon, Gitarre
- Tormenta Jobarteh (Deutschland Gambia) – Gesang, Kora, Talking Drum
- Humphrey Cairo (Aruba) – Gesang, Schlagzeug
- Gerhard Wagner (Deutschland) – Gesang, Flöte, Saxophon, Fula-Flöte
- Miriama Broady (USA) – Gesang, Gitarre
- Cheick Bangoura (Senegal) – Gesang, Djembé, Perkussion
- Felix Occhionero (Italien) – Bass
- Yasmin Jobarteh (Deutschland) – Gesang, Tanz

## Diskografie
- 2000: Abaraka (bibiafrica records)
- 2003: Ali Heja (bibiafrica records)
- 2009: AHA! (aimland records)[1]
- 2014: Donde Estas (aimland records)
- 2016: Stranded & Disliked (aimland records)
- 2018: Teriya (aimland records)[3]
- 2022: I AM ( aimland records )